# Morro Santa Tereza

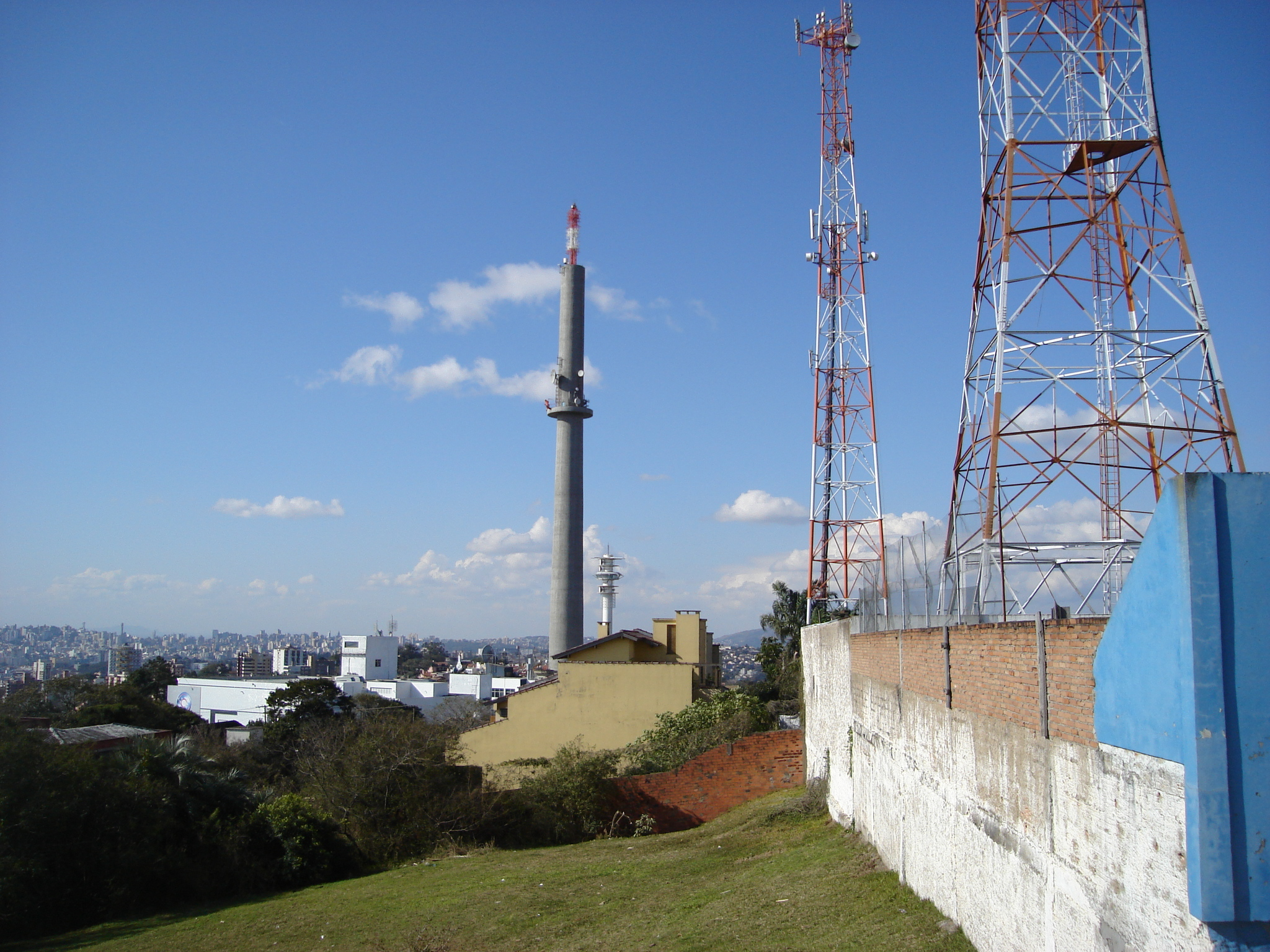
Morro Santa Tereza a partir do mirante localizado na Rua Corrêa Lima

O Morro Santa Tereza é um dos morros da cidade brasileira de Porto Alegre, capital do estado do Rio Grande do Sul. Com 148 metros de altitude, está localizado na zona sul da cidade, junto ao Lago Guaíba, sendo compreendido pelo bairro Santa Teresa. O morro é conhecido por abrigar as sedes e as torres de diversas emissoras de televisão e rádio da capital gaúcha, sendo também um ponto turístico por conta de sua mata remanescente e de sua bela vista da cidade.

## História

### Primeiros habitantes
Antes da colonização de Porto Alegre, o Morro Santa Teresa era habitado pelos índios Arachanes - um dos Povos Guaranis -, que acabaram dizimados ou dispersos pelos imigrantes açorianos.

### Colégio Santa Teresa
Em novembro de 1845, terminada a Revolução Farroupilha, o imperador D. Pedro II, em visita a Porto Alegre, encantou-se com a beleza natural do morro e mandou construir ali, em homenagem à sua esposa, a imperatriz D. Teresa Cristina, o extinto Colégio Santa Teresa. Esta escola para meninas órfãs acabou dando nome ao morro, tendo sido projetada pelo arquiteto francês Auguste Grandjean de Montigny, integrante da Missão Artística Francesa. A área para a escola, no antigo Arraial do Menino Deus, foi adqurida pelo imperador em 22 de novembro de 1845. Este fato, contudo, permanece pouco divulgado entre a população porto-alegrense, e o prédio do antigo colégio necessita de restauração.
Em 1893, o padre Roberto Landell de Moura teria realizado uma das primeiras transmissões de rádio no mundo, entre a Medianeira e o morro[carece de fontes?].

### Emissoras
As emissoras de televisão da capital gaúcha localizadas no Morro Santa Teresa incluem a RBS TV Porto Alegre, SBT RS, TVE RS e RecordTV RS. Lá também se encontram inúmeras emissoras de rádio AM e FM que possuem estúdios de transmissão. Por esta razão, o Santa Teresa é apelidado pela população de "Morro da Tevê".

### Questões atuais
É antiga a criação de um parque natural na área verde remanescente do morro, constantemente ameaçada pela especulação imobiliária e pelo crescimento urbano desordenado.